# Władimir Polakow
Władimir Polakow, ros. Владимир Поляков (ur. 17 kwietnia 1960) – radziecki lekkoatleta specjalizujący się w skoku o tyczce, halowy mistrz Europy z Budapesztu (1983).

## Sukcesy sportowe
- mistrz Związku Radzieckiego w skoku o tyczce – 1983[1]
- halowy mistrz Związku Radzieckiego w skoku o tyczce – 1981[2]

| Rok  | Miasto       | Zawody                      | Konkurencja   | Wynik         |
| ---- | ------------ | --------------------------- | ------------- | ------------- |
| 1979 | Bydgoszcz    | mistrzostwa Europy juniorów | skok o tyczce | złoty medal   |
| 1980 | Sindelfingen | halowe mistrzostwa Europy   | skok o tyczce | srebrny medal |
| 1981 | Grenoble     | halowe mistrzostwa Europy   | skok o tyczce | 7. miejsce    |
| 1982 | Ateny        | mistrzostwa Europy          | skok o tyczce | srebrny medal |
| 1983 | Budapeszt    | halowe mistrzostwa Europy   | skok o tyczce | złoty medal   |
| 1983 | Helsinki     | mistrzostwa świata          | skok o tyczce | 10. miejsce   |

## Rekordy życiowe
- skok o tyczce – 5,81 – Tbilisi 26/06/1981 (rekord świata do 28/08/1983)[3]
- skok o tyczce (hala) – 5,73 – Moskwa 12/02/1983